# فرناندو گونسالس مولینا
فرناندو گونسالس مولینا (اسپانیایی: Fernando González Molina‎) کارگردان فیلم و کارگردان تلویزیونی اهل اسپانیا است.
از فیلم‌ها یا مجموعه‌های تلویزیونی که وی در آن‌ها نقش داشته‌است، می‌توان به فرار مغزها، کشتی، مردان پاکو، نگهبان نامرئی، درختان نخل در برف، می‌خواهمت و سه قدم بالاتر از بهشت اشاره نمود.